# Nils Johansson (Fußballspieler)

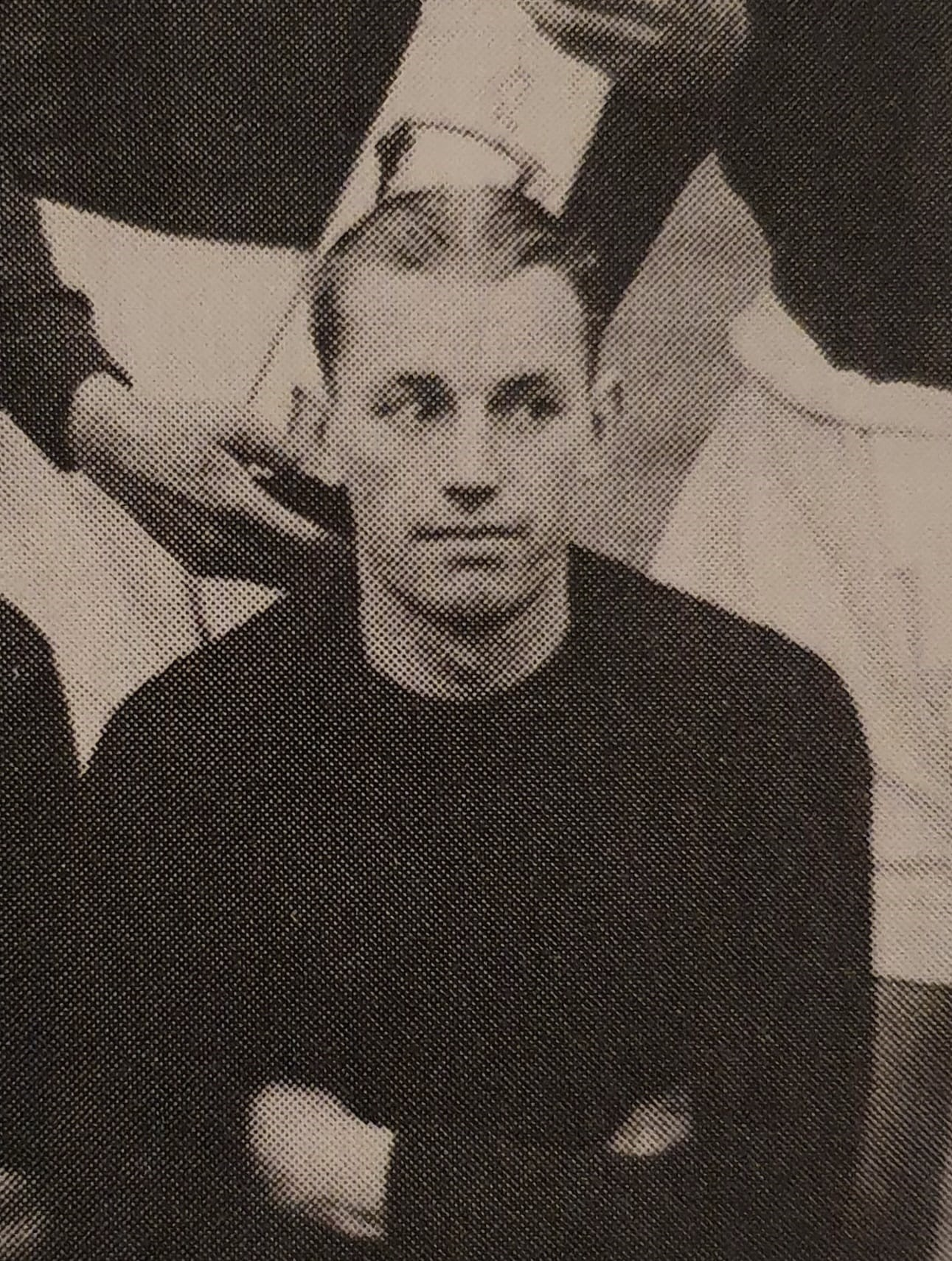
Nils Johansson

Nils „Nippe“ Johansson (* Ende der 1910er Jahre; † im 20. Jahrhundert) war ein schwedischer Fußballspieler. Der Torwart gewann mit GAIS Göteborg den schwedischen Landespokal.

## Sportlicher Werdegang
Johansson wuchs im Göteborger Stadtteil Olskroken auf. Gemeinsam mit den gleichaltrigen Göte Sjösten, der später ebenso für GAIS spielte, und Anders Bernmar, beim Ortsrivalen IFK Göteborg später in der Administration tätig, gehörte er zu den Gründern der Fußballmannschaft BK Forward. Als Jugendspieler  schloss er sich GAIS an, wo er nach Ausbruch des Zweiten Weltkriegs als dritter Torhüter neben Erik Angren und Henning Lundgren, die zeitweise zum Wehrdienst einberufen wurden, in die seinerzeit zweitklassig antretenden Wettkampfmannschaft aufrückte.
1941 gelang Johansson mit dem Gründungsmitglied der Allsvenskan der Wiederaufstieg, dabei verzeichnete er zwei Einsätze im Saisonverlauf. In der Spielzeit 1941/42 wurde er − als Stammspieler stand er in allen 22 Saisonspielen auf dem Platz − mit dem Aufsteiger an der Seite von unter anderem Arne Gustafsson, Sven Jacobsson und Sixten Rosenqvist direkt Vizemeister hinter IFK Göteborg, zudem zog der Klub im Pokalwettbewerb 1942 ins Endspiel ein. Göte Sjösten auf Vorlage von Åke Schön und Folke Lind nach einer Flanke von Rune Östling bei einem Gegentreffer von Arvid Emanuelsson führten den Klub im von Schiedsrichter Ivan Eklind geleiteten Aufeinandertreffen mit IF Elfsborg im Råsundastadion als Torschützen beim 2:1-Erfolg zum Titelgewinn.
In den folgenden beiden Jahren zeitweise selbst im Dienst an der Waffe als Spieler verhindert, wurde er teilweise vom Handballnationalspieler Rolf Andreasson zwischen den Pfosten vertreten. Anschließend etablierte er sich wieder weitgehend als Stammtorhüter während sich die Mannschaft vornehmlich im mittleren tabellenbereich platzierte. Während der Spielzeit 1946/47, in der der Klub im Abstiegskampf stand, war Curt Thorstensson in sechs Ligaspielen zum Einsatz gekommen und wurde als sein Nachfolger aufgebaut. Im Anschluss an die Spielzeit 1947/48, in der Johansson in zwölf der 22 Saisonspiele zum Einsatz gekommen war, beendete er nach 125 Spielen seine Karriere und Thorstensson − ebenso als Handballer für GAIS und IK Heim aktiv − wurde neuer Stammtorwart.
2020 gehörte Johansson bei der Wahl der GAIS-Mannschaft aller Zeiten als Torwart-Vertreter der 1940er Jahre zu den Nominierten.

## Erfolge
- Schwedischer Meister: Zweiter 1942, Dritter 1946[3]
- Schwedischer Pokalsieger: 1942